# Liste der Mitglieder der National Academy of Sciences/1881
Im Jahr 1881 wählte die National Academy of Sciences der Vereinigten Staaten 2 Personen zu ihren Mitgliedern.

## Neugewählte Mitglieder
- Henry A. Rowland (1848–1901)
- Arthur W. Wright (1836–1915)